# Giorgio Arcoleo
Giorgio Arcoleo (Caltagirone, 15 agosto 1848 – Napoli, 7 luglio 1914) è stato un giurista e politico italiano.

## Biografia
Formatosi a Napoli in Giurisprudenza, si distinse inizialmente come letterato tra gli allievi di Francesco De Sanctis. A partire dal 1877 pubblicò una serie di monografie di diritto pubblico e costituzionale che gli consentirono di ottenere la cattedra di Diritto Costituzionale presso l'Università di Napoli (nella cui storica sede gli è stata dedicata un'aula).
Eletto deputato per la prima volta nel 1885 nel collegio di Caltagirone, assunse anche incarichi di governo, prima come sottosegretario all'Agricoltura e commercio nel 1891, alle Finanze nel 1896 e poi agli Interni nel 1898.
Non si ricandidò alla Camera dei deputati alle elezioni del 1900, per protesta contro il decreto Pelloux che reprimeva la libertà di stampa.
Nel 1902 fu nominato senatore del regno in virtù dei precedenti mandati da deputato. Fu relatore, tra l'altro, di un progetto di riforma del Senato, ricordato con il suo nome. Negli ultimi anni, benché "privato della vista, colla vivida fiamma della sua intelligenza, continuò a parlare dalla cattedra, ad arringare nei tribunali, ed a pronunziare splendidi discorsi anche in quest'Aula", come fu ricordato in sede di commemorazione funebre del Senato del Regno.